# Magoichi Suzuki
Magoichi Suzuki (jap. 鈴木 孫一 Suzuki Magoichi; 1534? - 2 maja 1589) - przywódca grupy Saika-shū w Japonii okresów: Sengoku i Azuchi-Momoyama. Znany także pod imieniem Magoichi Saika/Saiga (jap. 雑賀孫一 lub 雑賀孫市 Saika/Saiga Magoichi). 
Podczas walk Ishiyama-gassen wspierał zbuntowanych mnichów-wojowników w świątyni-twierdzy Ishiyama Hongan-ji w walkach z siłami Nobunagi Ody. Został rōninem po bitwie pod Sekigaharą.